# Gavaṙ
Gavaṙ (arménsky Գավառ) je hlavní město Gegharkuniku, jedné z provincií Arménie. K roku 2009 v něm žilo přes dvaadvacet tisíc obyvatel.

## Poloha
Gavaṙ leží v Geghamských horách západně od jezera Sevan.

## Dějiny
Na kopci nad městem jsou zbytky starověké pevnosti vybudované v 8. století za krále Rusy I. vládnoucího Urartské říši.
Samotný Gavaṙ založili v roce 1830 arménští přistěhovalci z města Bayazit (tehdy v Osmanské říši, v modernější době v Turecku) a nazývali ho původně Nor Bayazet (Նոր Բայազետ, rusky Ново-Баязет – Novo-Bajazet), tedy Nový Bayazet. V roce 1850 získal status újezdního města v tehdejší Jerevanské gubernii ruského impéria. Za éry Sovětského svazu se město v letech 1959–1996 nazývalo Kamo k poctě gruzínského revolucionáře arménského původu Simona Ter-Petrosjana přezdívaného Kamo.

### Rodáci
- Samvel Grigori Kočaryanč (1909–1993), elektrotechnik a odborník na jaderné zbraně